# Wilhelm Goldner
Wilhelm Goldner, né le 30 juin 1839 à Hambourg et mort le 9 février 1907 à Paris, est un compositeur et pianiste allemand.
Il a notamment effectué l'arrangement de la Nuit d'Espagne, mélodie  de Jules Massenet.